# Lech Sternal

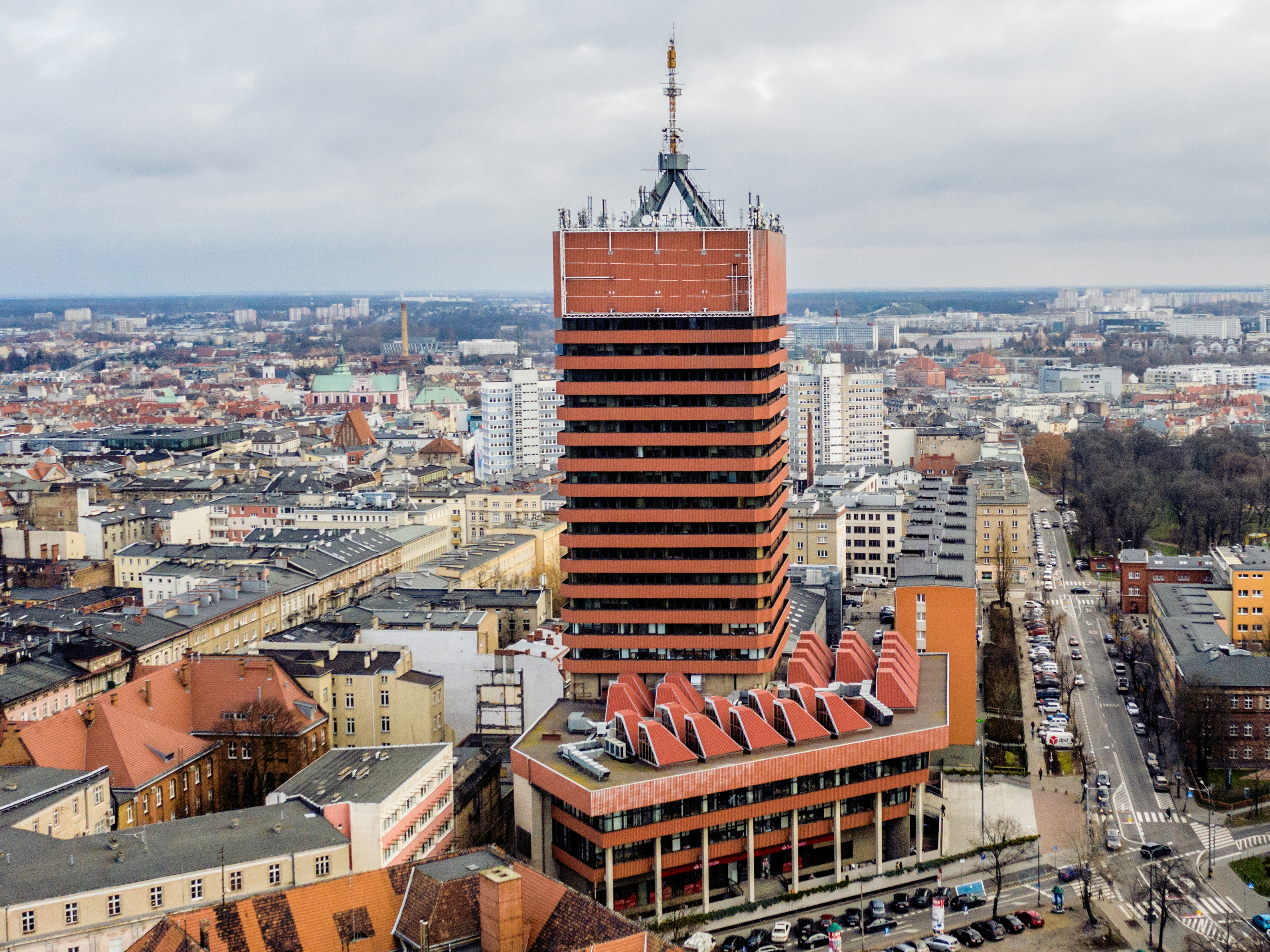
Collegium Altum Uniwersytetu Ekonomicznego w Poznaniu – współprojektanat Lech Sternal

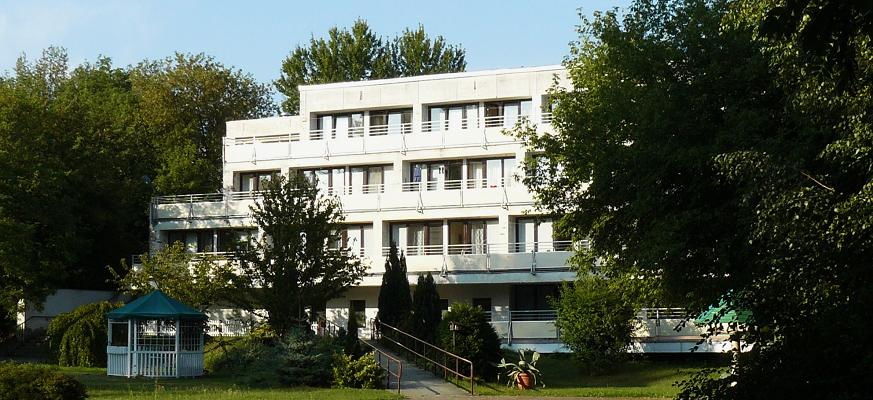
Dom Weterana na Szelągu w Poznaniu

Lech Sternal (ur. 17 marca 1919 w Grodzisku Wielkopolskim, zm. 26 września 2009 w Poznaniu) – polski architekt związany zawodowo z Poznaniem. Laureat medalu wojewody wielkopolskiego Ad Perpetuam Rei Memoriam (2004) oraz Nagrody Honorowej Oddziału Poznańskiego SARP (2004).

## Życiorys
Urodził się 17 marca 1919 w Grodzisku Wielkopolskim w rodzinie Antoniego i Ludwiki Sternal. Po klęsce kampanii wrześniowej od 1 października 1939 do 26 sierpnia 1941 był osadzony w niemieckim obozie jenieckim.
Studia w Szkole Inżynierskiej (obecna Politechnika Poznańska) ukończył w 1949. W latach 1947–1948 pracował jako asystent w pracowni Stanisława Pogórskiego przy Poznańskiej Dyrekcji Odbudowy, od 1952 – w Miastoprojekcie-Poznań. Następnie (1963-1980) kierował Pracownią Szkolnictwa Wyższego wewnątrz Miastoprojektu, którą współtworzyli z nim Witold Milewski i Zygmunt Skupniewicz. W 1964 uzyskał dyplom Wydziału Architektury Politechniki Wrocławskiej.
Zmarł 26 września 2009 roku w Poznaniu w wieku 90 lat. Został pochowany 2 października na cmentarzu parafialnym na Górczynie w Poznaniu.

## Najważniejsze projekty w Poznaniu
- z Witoldem Milewskim i Stanisławem Sternalem:
  - Dom Studencki Eskulap, ul. Przybyszewskiego (1960-1973)
  - budynki Wydziału Mechanicznego i Wydziału Elektrycznego Politechniki Poznańskiej na Piotrowie (1965-1979)
  - kampus Akademii Rolniczej na Sołaczu, al. Wojska Polskiego (1970-1978)
  - Biblioteka Główna i budynek dydaktyczny Akademii Ekonomicznej (obecnie Uniwersytetu Ekonomicznego), tzw. Collegium Altum, ul. Powstańców Wielkopolskich (1973-1993)
  - Dom Weterana na Szelągu (1965-1972)
  - Ośrodek Uniwersytecki w Poznaniu, na Marcelinie – niezrealizowany (1979)
- z Jerzym Liśniewiczem:
  - Collegium Novum, d. Collegium Philosophicum, UAM, ul. Kościuszki (1966-1970)
- z Zygmuntem Skupniewiczem:
  - Szkoła Aspirantów Straży Pożarnej – część obiektu (ok. 1975)